# Eugeniusz Schielberg
Eugeniusz Schielberg ps. „Dietrich” (ur. 15 listopada 1920 w Warszawie, zm. 18 lipca 2002 tamże) – plutonowy Armii Krajowej, żołnierz I plutonu 1. kompanii batalionu „Parasol”, powstaniec warszawski.

## Życiorys
Syn Edwarda i Apolonii z Sułkowskich. Podczas okupacji niemieckiej działał w polskim podziemiu zbrojnym. Należał do żoliborskiej grupy PET-u, a po włączeniu PET-u do Szarych Szeregów, do Hufca Centrum CR-500 Warszawskich Grup Szturmowych. 1 sierpnia 1943 przekazany wraz z drużyną CR-500 do oddziału wydzielonego Agat.

Brał udział w akcjach:
- akcja megafonowa (3 maja 1943)
- akcja Bürkl (7 września 1943) – specjalna operacja bojowa, w której zginął sadystyczny zastępca komendanta Pawiaka SS-Oberscharführer Franz Bürkl; osłaniał ulicę od placu Zbawiciela
- akcja zdobycia rowerów dla łączniczek oraz harcerzy z Bojowych Szkół (6 maja 1944 r.); ubezpieczenie od strony ulicy Senatorskiej
- akcja Koppe (11 lipca 1944) – akcja przeciwko SS-Obergruppenführerowi Wilhelmowi Koppemu; znajdował się w II grupie ubezpieczającej; podczas odwrotu po akcji ranny w brzuch

Uczestnik powstania warszawskiego. Po powstaniu internowany w obozie w okolicach Drezna, z satysfakcją obserwował zniszczenia po alianckim nalocie na to miasto.
Po wojnie pracował jako inżynier elektronik, m.in. w latach 70. XX w. w zakładach Meramat w Warszawie.
Odznaczony Orderem Virtuti Militari. W 2000 roku Prezydent RP, Aleksander Kwaśniewski, przyznał Eugeniuszowi Schielbergowi Krzyż Kawalerski Orderu Odrodzenia Polski.